# Doca
Doca, właśc. Alfredo Almeida Rego (ur. 7 kwietnia 1903, zm. 31 grudnia 1956) – brazylijski piłkarz grający na pozycji napastnika.
Podczas kariery piłkarskiej grał w: Mackenzie Rio de Janeiro (1923–1925), São Cristóvão Rio de Janeiro (1926–1932) oraz CR Flamengo (1933–1935). Największym sukcesem w karierze klubowej było wywalczenie mistrzostwa stanu Rio de Janeiro – Campeonato Carioca w 1926.
Był członkiem reprezentacji Brazylii na I Mistrzostwach Świata w Piłce Nożnej 1930 w Urugwaju, jednakże nie zagrał w żadnym meczu. W reprezentacji zadebiutował 17 sierpnia 1930 roku w meczu z reprezentacją USA. Canarinhos wygrali a Doca strzelił jedną z bramek. Był to jego jedyny występ w reprezentacji.